# Bosa
Bosa é uma comuna italiana da região da Sardenha, província de Oristano, com cerca de 7.573 habitantes. Estende-se por uma área de 135 km², tendo uma densidade populacional de 56 hab/km². Faz fronteira com Magomadas, Modolo, Montresta, Pozzomaggiore (SS), Suni, Villanova Monteleone (SS).
Pertence à rede das Aldeias mais bonitas de Itália.

## Demografia
| Variação demográfica do município entre 1861 e 2011                               |
|                                                                                   |
| Fonte: Istituto Nazionale di Statistica (ISTAT) - Elaboração gráfica da Wikipedia |